# Maktum bin Raschid Al Maktum

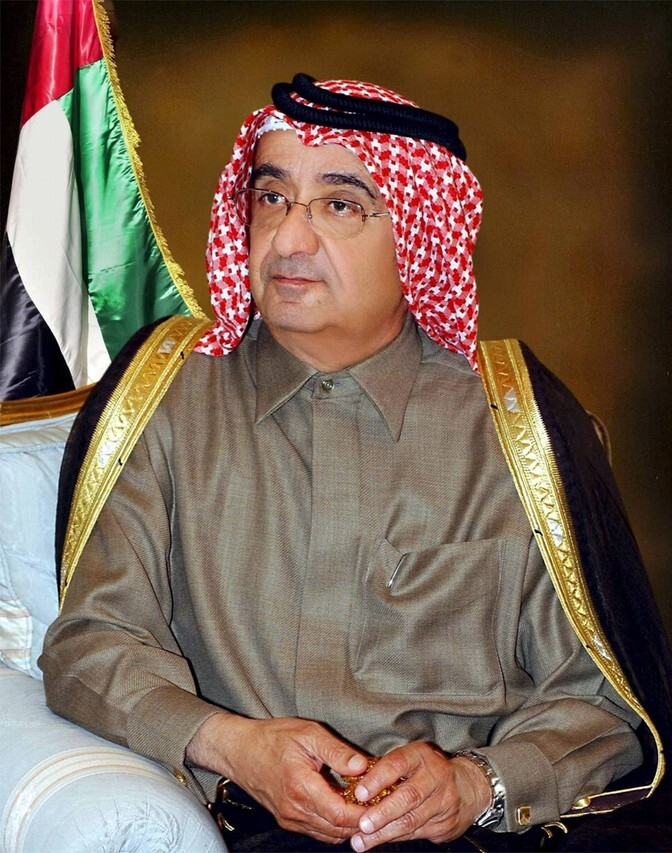
Maktum bin Raschid Al Maktum

Scheich Maktum bin Raschid Al Maktum (arabisch مكتوم بن راشد آل مكتوم, DMG Maktūm b. Rāšid Āl Maktūm; * 15. August 1943 in Schindagha, Dubai; † 4. Januar 2006 in Gold Coast, Australien) war Vizepräsident und Premierminister der Vereinigten Arabischen Emirate und von 1990 bis zu seinem Tod Emir von Dubai.

## Leben
Maktum bin Raschid Al Maktum wurde 1943 als ältester von vier Söhnen des Scheichs Raschid bin Said Al Maktum geboren. Seine Brüder sind Scheich Muhammad, der dann neben seinem Posten als Verteidigungsminister der VAE auch zum Nachfolger von Scheich Maktum, als Emir von Dubai, Premierminister und Vizepräsident der VAE wurde, Scheich Hamdan (Minister für Finanzen und Industrie) und Scheich Ahmad.
Nach der Unabhängigkeit der Vereinigten Arabischen Emirate am 2. Dezember 1971 wurde er deren erster Premierminister und hatte das Amt bis zum 25. April 1979 inne, als er zugunsten seines Vaters zurücktrat. Nach dem Tod des Vaters am 7. Oktober 1990 wurde er erneut in das Amt berufen und übernahm auch die Regierung im Emirat Dubai.
Maktum starb am 4. Januar 2006 im Alter von 62 Jahren während einer Australienreise im Palazzo Versace Hotel in Gold Coast in Queensland. Aus Anlass seines Todes wurde in den Vereinigten Arabischen Emiraten eine 40-tägige Staatstrauer angeordnet.